# Kad smo ja i moj miš bili bokseri
»Kad smo ja i moj miš bili bokseri« je skladba in single glasbene skupine Time. Single je bil izdan leta 1976 pri založbi PGP RTB. Avtor glasbe in besedila je Dado Topić. Na B-strani singla je skladba »Dok ja i moj miš sviramo jazz«.

## Seznam skladb
| A stran | A stran                                          | A stran |
| Št.     | Naslov                                           | Dolžina |
| ------- | ------------------------------------------------ | ------- |
| 1.      | „Kad smo ja i moj miš bili bokseri‟ (Dado Topić) | 4:51    |

| B stran | B stran                                      | B stran |
| Št.     | Naslov                                       | Dolžina |
| ------- | -------------------------------------------- | ------- |
| 1.      | „Dok ja i moj miš sviramo jazz‟ (Dado Topić) | 3:14    |